# Горан Лозановський
Горан Лозановський (англ. Goran Lozanovski, нар. 11 січня 1974, Мельбурн) — австралійський футболіст македонського походження, що грав на позиції півзахисника. По завершенні ігрової кар'єри — тренер.
Виступав, зокрема, за «Аделаїда Сіті» та «Саут Мельбурн», а також національну збірну Австралії.

## Клубна кар'єра
У дорослому футболі дебютував 1991 року виступами за команду «Престон Македонія», в якій провів два сезони, взявши участь у 18 матчах Національної футбольної ліги, після чого з 1993 по 1997 рік грав у складі команд «Аделаїда Сіті» та «Коллінгвуд Ворріорс».
Своєю грою за останню команду привернув увагу представників тренерського штабу клубу «Саут Мельбурн», до складу якого приєднався 1997 року. Відіграв за мельбурнську команду наступні чотири сезони своєї ігрової кар'єри. Більшість часу, проведеного у складі «Саут Мельбурна», був основним гравцем команди, вигравши два фінали Національної футбольної ліги в сезонах 1997/98 та 1998/99 років. При цьому у гранд-фіналі 1999 року проти «Сідней Юнайтед» (3:2) Лозановський був нагороджений престижною медаллю Джо Марстона, яка вручається найкращому гравцю матчу. У 1999 році команда виграла Кубок чемпіонів Океанії і потрапила на історичний Клубний чемпіонат світу 2000 року у Бразилії, куди поїхав і Лозановський, втім австралійська команда програла там всі три матчі і посіла останнє 8 місце.
Успіх Лозановського помітили у Європі і 2001 року він перейшов у клуб Другої німецької Бундесліги «Алеманія» (Аахен). Однак в цій команді він провів лише 12 ігор, після чого потрапив у корупційний скандал, коли стало відомо про можливі фінансові зловживання при здійсненні операцій з трансферів до клубу Лозановського та його співвітчизника Марка Рудана. Хоча в кінцевому підсумку обидва футболісти не отримали звинувачень , гравці покинули клуб незабаром після цього.
Повернувшись додому, Лозановський по сезону провів у клубах Національної футбольної ліги «Аделаїда Сіті» та «Аделаїда Юнайтед», поки 2004 року НФЛ не припинила своє існування.
В подальшому грав на регіональному рівні за клуби «Вестерн Страйкерз» та «Гейдельберг Юнайтед», а завершив кар'єру у «Престон Лайонз», провівши 2006 року кілька матчів у Прем'єр-лізі штату Вікторія.

## Виступи за збірну
1996 року захищав кольори олімпійської збірної Австралії на Олімпійських іграх 1996 року в Атланті, зігравши у одному матчі, але допоміг команді вийти з групи.
19 лютого 1996 року дебютував в офіційних іграх у складі національної збірної Австралії  в матчі проти Японії (1:4). 
У складі збірної був учасником кубка націй ОФК 1998 року в Австралії, де разом з командою здобув «срібло».
Всього протягом кар'єри у національній команді, яка тривала 3 роки, провів у її формі 9 матчів.

## Кар'єра тренера
По завершенні кар'єри гравця Лозановський залишився у «Престон Лайонз» і став її головним тренером. А в подальшому очолював інші регіональні клуби «Г'юм Сіті» та «Бентлі Грінз»
2011 року Лозановський увійшов у тренерський штаб клубу «Норткот Сіті», а наступного року став його головним тренером. Під керівництвом Горана «Норткот» у 2013 році вперше у своїй історії виграв Прем'єр-лігу штату Вікторія. Лозановський вирішив піти у відставку з посади після сезону 2015 року і приєднався до «Порт Мельбурна» на посаді помічника головного тренера на сезон 2016 року.
З 2017 став очолювати інший клуб чемпіонату Вікторії «Алтона Меджик».

## Досягнення

### Як гравця
- Переможець Національної футбольної ліги: 1997–98[en], 1998–99[en]
- Медаль Джо Марстона[en]: 1999
- Срібний призер Кубка націй ОФК: 1998

### Як тренера
- Переможець Прем'єр-ліги штату Вікторія[en]: 2013[en]